# جاك سيريلو
جاك سيريلو (بالإسبانية: Jack Cirilo)‏ هو لاعب كرة قدم بيروفي في مركز نصف الجناح، ولد في 27 يناير 1999 في Huaral ‏ في بيرو. لعب مع نادي أياكوتشو.

## وصلات خارجية
- جاك سيريلو على موقع قاعدة بيانات كرة القدم.إي يو (الإنجليزية)
- جاك سيريلو على موقع Soccerway.com (الإنجليزية)